# Aristolochia pilosa
Aristolochia pilosa es una especie de planta herbácea perteneciente a la familia Aristolochiaceae. 

## Características
Son lianas, hirsutas con largos tricomas cafés y septados, tallos maduros con la corteza acostillada y suberosa. Hojas ovadas, DE 7–17 cm de largo y 3–7.5 cm de ancho, ápice agudo, base profundamente cordada con seno de 10–20 mm de profundidad, haz glabra, envés densamente piloso; pseudoestípulas ausentes. Flores axilares, solitarias, moradas, verdes y amarillas; utrículo ovoide, 1–2.5 cm de largo y 1–1.5 cm de ancho, tubo recto, expandiéndose en la boca, 2.5 cm de largo, limbo unilabiado, escasa a densamente fimbriado, maculado, lingüiforme, 3–4 cm de largo y 1.5–2 cm de ancho. Cápsula cilíndrica, 4–6 cm de largo y 10–15 mm de ancho; semillas obovadas, no aladas.

## Distribución y hábitat
Se encuentra en los bosques perennifolios en las zonas atlántica y norcentral;  a una altitud de 40–1100 m; florece de enero a marzo, apareciendo el fruto a partir de febrero; desde México a Sudamérica.

## Taxonomía
Aristolochia pilosa fue descrita por Carl Sigismund Kunth   y publicado en Nova Genera et Species Plantarum (quarto ed.) 2: 146–147, t. 113. 1817.
Etimología
Aristolochia: nombre genérico que deriva de las palabras griegas aristos ( άριστος ) = "que es útil" y locheia ( λοχεία ) = "nacimiento", por su antiguo uso como ayuda en los partos.  Sin embargo, según Cicerón, la planta lleva el nombre de un tal "Aristolochos", que a partir de un sueño, había aprendido a utilizarla como un antídoto para las mordeduras de serpiente.

La aristoloquia se llamó ansí por parecer que a las mujeres socorría en el parto........La redonda tiene virtud contra todas las otras ponzoñas; mas la luenga resiste el daño de las serpientes y de cualquier veneno mortífero si se bebe una dracma della con vino y se aplica también por de fuera. Bebida con pimienta y con mirra expele el menstruo, las pares y la criatura del vientre; y lo mismo hace metida en la natura de la mujer. Pedacio Dioscórides Anazarbeo, acerca de la Materia Medicinal y de los venenos mortíferos. Andrés Laguna. 1566, Salamanca.

pilosa:, epíteto latino que significa "con pelos".
Sinonimia
- Aristolochia amazonica Ule ex Pilg.
- Aristolochia costaricensis (Klotzsch) Duch.
- Aristolochia costaricensis var. zamorensis Hieron.
- Aristolochia ferruginea Brandegee
- Aristolochia haughtiana Hoehne
- Aristolochia pannosa Mast.
- Aristolochia pilosa var. ligulifera Mast. ex Donn.Sm.
- Howardia costaricensis Klotzsch
- Howardia pilosa (Kunth) Klotzsch[7]